# امامزاده سید محمد (کافتر)
امامزاده سید محمد فرزند عبیدالله فرزند حسن فرزند عبیدالله فرزند عباس بن علی است.
بقعه و بارگاه این امامزاده در فاصله ۷۹ کیلومتری شهر اقلید و در دو کیلومتری روستای تاریخی کافتر در منطقه کافتر قرار دارد.
این امامزاده در طول سال به‌ویژه در فصل تابستان پذیرای زوار از نقاط دور و نزدیک کشور است.

## گسترش و بازسازی
طرح جامع این حرم با وسعتی بالغ بر ۴۵ هکتار در دست ساخت است. این طرح شامل بخش‌های زائرسرا، مجتمع فرهنگی، تجاری، کتابخانه، خانه عالم، خانه خادم، پارکینگ، کشتارگاه، سرویس بهداشتی و حمام است.
در سال‌های گذشته علت صعب‌العبور بودن مسیر، تنها در ۶ ماهه اول سال، روزانه بیش از ۷ هزار زائر به محل امامزاده عزیمت می‌کردند.
بازسازی گنبد و بارگاه این امامزاده به همت سید محمدباقر موحد ابطحی انجام شده‌است.

## جاذبه‌های گردشگری
از جاذبه‌های گردشگری و منحصر به فرد این منطقه می‌توان به دو چشمه آبی اشاره نمود که از زیر بقعه امامزاده می‌گذرند و باور مردم منطقه این است که با توجه به خشکسالی‌های اخیر، وجود مبارک این امامزاده در خاک آن جا باعث دوام و جریان این چشمه‌ها بوده‌است.
در جوار امامزاده دریاچه آب شیرین کافتر قرار دارد که زیستگاه طبیعی پرندگان مهاجر و محل پرورش ماهی‌های کپور و آمور به‌شمار می‌رود.